# Chris Rearick
Christopher Timothy Rearick (né le 5 décembre 1987 à Pooler, Géorgie, États-Unis) est un lanceur de relève gaucher des Padres de San Diego de la Ligue majeure de baseball.

## Carrière
Joueur à la North Georgia College & State University (en), Chris Rearick est repêché par les Rays de Tampa Bay au 41e tour de sélection en 2007. Il évolue en ligues mineures dans l'organisation des Rays de 2010 à 2012 et est échangé aux Padres de San Diego le 13 décembre 2012 en retour du joueur de champ intérieur Vince Belnome. 
Rearick fait ses débuts dans le baseball majeur pour San Diego le 12 avril 2015 contre les Giants de San Francisco.